# Yegana Akhundova
Pour les articles homonymes, voir Akhundova.
Yegana Akhundova (en azéri : Yeganə Əsgər qızı Axundova), née le 22 mai 1960 à Sheki, est une pianiste, compositrice et enseignante azerbaïdjanaise et Artiste du peuple d'Azerbaïdjan depuis 2012.

## Biographie
Yegana Akhundova est diplômée du Conservatoire d'État d'Azerbaïdjan nommé d'après U. Hadjibeyov, et en 1985, elle poursuit ses études au Conservatoire d'État de Moscou sous la direction du professeur L. Naumov.
Le répertoire d'Y. Akhundova comprend des oeuvres de styles et d'époques différents (J.S. Bach, L. Beethoven, W. A. Mozart, F. Chopin, R. Schumann, F. Liszt, C. Debussy, F. Poulenc, S. Rakhmaninov, S. Prokofiev, D. Chostakovitch et d'autres), ainsi que des œuvres de compositeurs azerbaïdjanais (Uzeyir Hadjibeyov, Gara Garayev, Fikret Amirov, Djeyhun Hadjibeyov, Soltan Hadjibeyov, Arif Melikov et d'autres).
Elle fait des tournées en Europe et joue avec le Duna Palota de Budapest en Hongrie, le Royal Philarmonic de Grande-Bretagne, avec les orchestres israéliens d'Istanbul de Turquie, à Johannesburg et Vienne. Depuis 1984, Y. Akhundova travaille à l'Académie de musique à Bakou en tant que professeur de piano depuis 2003; elle est professeur associé depuis 2005, et vice-recteur pour les relations internationales, depuis 2009.

## Écrits analytiques
- Concertos pour piano de S. Rakhmaninov
- Analyse méthodologique et interprétative de la Sonate pour piano n° 3 de A. A. Scriabine
- Problèmes réels du spectacle vivant contemporain
- L'art du spectacle comme créativité artistique
- L'analyse de jeu de 13 préludes de S. V. Rakhmaninov

Ainsi que de nombreux manuels de piano pour les établissements d'enseignement secondaire et supérieur.